# Исаев, Георгий Федосеевич
Георгий Федосеевич Исаев (укр. Георгій Феодосійович Іса́єв, 06. 05. 1941, с. Журиловка Водонай. Д., Румыния — 15 08. 2000 г.. Горловка Донецкая область) — украинский советский шашечный композитор. Мастер спорта СССР по шашечной композиции (1980).
Член НСЖУ (1972). Окончил Донецкий институт патентоведения (1973), Горловский техникум. Работал на производстве, находился на редакционной работе (1968-92).
Победитель (1979), серебряный призёр (1983) чемпионатов СССР по шашечной композиции . Чемпион (1980-82, 1984, 1986, 1988-89), бронзовый призёр (1985, 1992) чемпионатов Украины по шашечной композиции. Серебряный призёр Всесоюзных конкурсов (1977, 1981). Историк и теоретик этюдной композиции. Свои выводы изложил в книге «Творческая лаборатория шашечного этюдиста», опубликованная в Киеве в 1989 году.